# Aleksandr Vladimirovich Alekseyev (cầu thủ bóng đá, sinh 1995)
Aleksandr Vladimirovich Alekseyev (tiếng Nga: Александр Владимирович Алексеев; sinh ngày 13 tháng 10 năm 1995) là một cầu thủ bóng đá người Nga thi đấu cho FC Luki-Energiya Velikiye Luki.

## Sự nghiệp câu lạc bộ
Anh có màn ra mắt tại Giải bóng đá chuyên nghiệp quốc gia Nga cho FC Luki-Energiya Velikiye Luki vào ngày 11 tháng 8 năm 2017 trong trận đấu với FC Znamya Truda Orekhovo-Zuyevo.